# Strigopidae
Strigopidele (Strigopidae) sau papagalii din Noua Zeelandă sunt o familie de păsări psittaciforme endemice pentru Noua Zeelandă. Acesta conține patru genuri de papagali: Nestor, Strigops și genurile dispărute Nelepsittacus și gigantul Heracles, ambele din Miocenul timpuriu.

## Specii
Genul Nestor
- Nestor notabilis
- Nestor meridionalis meridionalis
- Nestor meridionalis septentrionalis
- Nestor productus
- Nestor chathamensis

Genul Strigops
- Strigops habroptila